# Ервін Ганцер
Ервін Ганцер (нім. Erwin Ganzer; 8 грудня 1912, Кельн — 26 вересня 1944, Атлантичний океан) — німецький офіцер-підводник, капітан-лейтенант крігсмаріне (1 листопада 1943).

## Біографія
5 квітня 1935 року вступив на флот. З вересня 1939 року служив в 1-й і 3-й флотиліях форпостенботів, з червня 1940 року — на танкері-заправнику «Ермланд», з вересня 1940 року — «Ноймарк», з грудня 1940 року — на трофейних кораблях, з травня 1941 року — на танкері-заправнику «Каринтія», з серпня 1941 року — при з'єднаннях танкерів-заправників, в травні-листопаді — на навчальному вітрильнику «Горст Вессель», після чого пройшов курс підводника і був переданий в розпорядження командувача-адмірала підводного флоту. З 15 січня 1944 року — командир підводного човна U-871. 31 серпня вийшов у свій перший і останній похід. 26 вересня U-871 був потоплений північно-західніше Азорських островів (43°18′ пн. ш. 36°28′ зх. д.) глибинними бомбами британського бомбардувальника «Летюча фортеця». Всі 69 членів екіпажу загинули.

## Нагороди
- Медаль «За вислугу років у Вермахті» 4-го класу (4 роки)